# The Astrophysical Journal
The Astrophysical Journal, a menudo abreviado a ApJ, es una revista científica revisada por pares que cubre desarrollos, descubrimientos y teorías recientes sobre astronomía y astrofísica. Fue fundada en 1895 por los astrónomos George Ellery Hale y James Edward Keeler. Realiza tres publicaciones por mes, con 500 páginas por publicación. 
Desde 1953, The Astrophysical Journal Supplement Series (abreviado ApJS) ha sido publicado en conjunción con ApJ. Su fin apunta a complementar el material de la revista. Actualmente publica seis volúmenes por año, con 2 publicaciones por volumen y 280 páginas por número.
Astrophysical Journal Letters (abreviado ApJL) es la segunda parte de ApJ. Sus artículos son primero impresos de forma despaginada por la imprenta de la Universidad de Chicago, en su página electrónica de liberación rápida de artículos. Luego son colectados en un número completo, que es impreso junto a ApJ el 1, 10 y 20 de cada mes.
A partir de enero de 2009 el diario es publicado por el Institute of Physics.